# Stephansried
Stephansried ist ein Ortsteil des oberschwäbischen Marktes Ottobeuren im Landkreis Unterallgäu.

## Lage
Das Kirchdorf Stephansried liegt etwa vier Kilometer nördlich von Ottobeuren. Der Ort ist durch eine Landstraße mit dem Hauptort verbunden.

## Geschichte

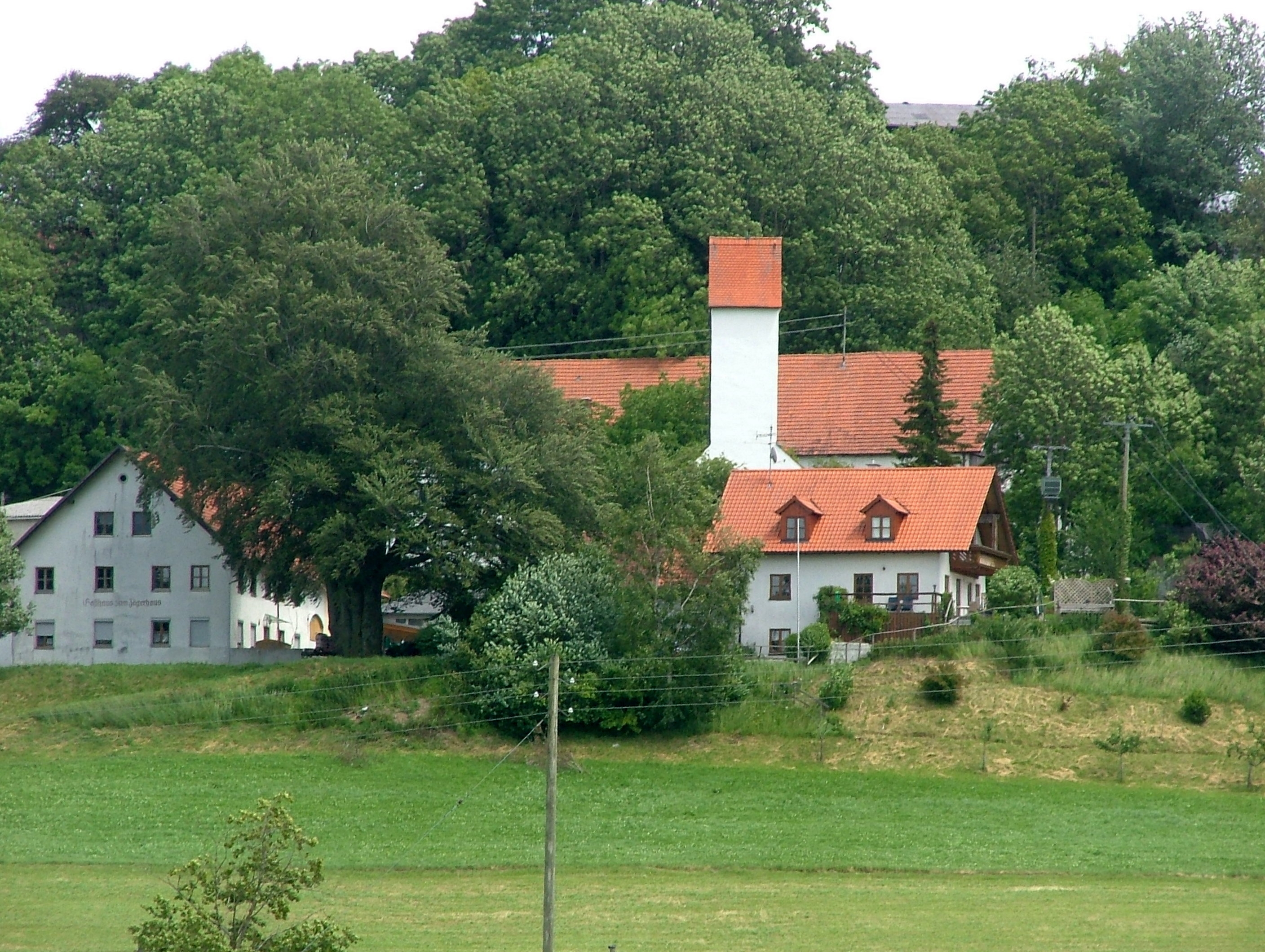
Stephansried 2010

Stephansried wurde im 8. oder 9. Jahrhundert als Rodungssiedlung angelegt. 1083 wurde der Ort erstmals urkundlich erwähnt. Die Gründungsurkunde des Klosters Ochsenhausen unterzeichnete der Ottobeurer Dienstmann Hartnid von Stephansried am 31. Dezember 1099 mit. Um 1190 musste das Kloster Ottobeuren das Lehen Stephansried der Witwe Wolfharts von Stephansried überlassen. Kaiser Heinrich VI. übte massiven Druck zur Übergabe auf das Kloster aus. Das Kloster Ottobeuren erwarb daraufhin, durch reiche Schenkungen dazu in der Lage, den Ort von der Witwe zurück. Um 1200 war Heinrich von Rutin Pfarrer von Hawangen und Stephansried. Als Dekan des Kapitels Ottobeuren, dessen Hauptkirche die Pfarrkirche Unser Frauen zu Memmingen war, wurde 1229 der Stephansrieder Geistliche Lantfrid erwähnt. Die Stephansrieder Pfarrkirche wurde 1494 in das Kloster Ottobeuren inkorporiert. Im Jahre 1564 lebten in dem Ort 70 Menschen. 1811 zählte der Ort 16 Häuser mit 81 Bewohnern. Stephansried zählte zur 1818 durch das bayerische Gemeindeedikt gegründeten Gemeinde Guggenberg. Durch einen Großbrand am 17. Mai 1841 wurden 13 von 14 Anwesen zerstört, darunter auch das Geburtshaus Sebastian Kneipps. Die Gemeinde Guggenberg wurde mit Stephansried am 1. Januar 1972 nach Ottobeuren eingemeindet.

## Sehenswürdigkeiten
Die Filialkirche St. Stephan, welche bereits 1167 im Zuge der Isingrimschen Reliquienschenkung Erwähnung fand, wurde 1687 neu erbaut. In Stephansried steht das Sebastian-Kneipp-Denkmal zu Ehren des größten Sohnes des Ortes.
Siehe: Liste der Baudenkmäler in Stephansried.

## Söhne und Töchter des Ortes
- Sebastian Kneipp (1821–1897), bekannt geworden als Wasserdoktor.
- Maxi Schafroth (* 1985), Kabarettist und Schauspieler
- Tini Zettler (* 1985), Sängerin Bayern 1-Band